# Mesomyia anomala
Mesomyia anomala är en tvåvingeart som beskrevs av H. Oldroyd 1957. Mesomyia anomala ingår i släktet Mesomyia och familjen bromsar. Inga underarter finns listade i Catalogue of Life.